# Larry Hogan (Politiker)

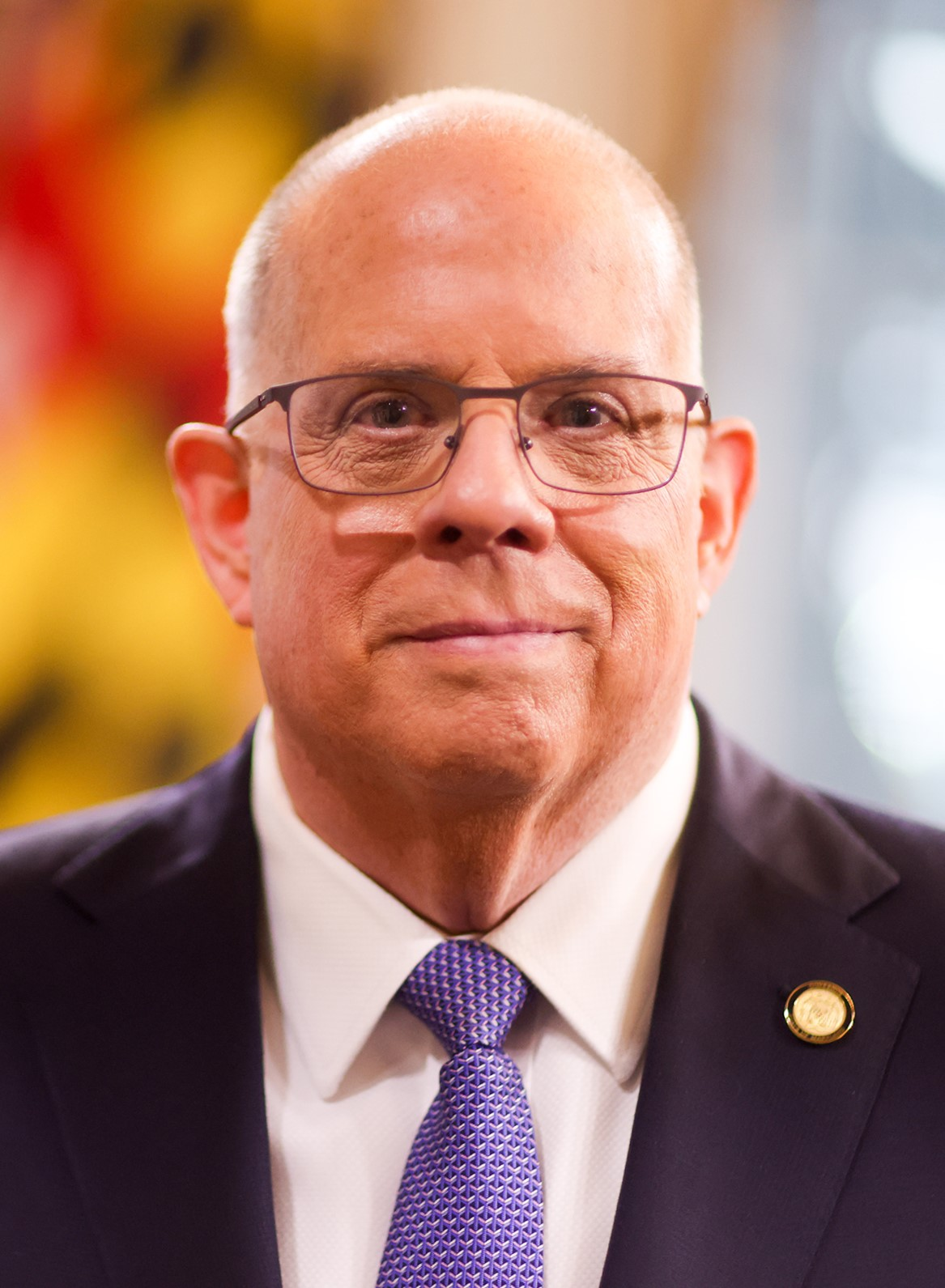
Larry Hogan (2021)

Lawrence Joseph „Larry“ Hogan Jr. (* 25. Mai 1956 in Washington, D.C.) ist ein US-amerikanischer Politiker der Republikanischen Partei und vom 21. Januar 2015 bis 18. Januar 2023 der 62. Gouverneur des Bundesstaates Maryland. Er war außerdem 2019 bis 2020 Vorsitzender der National Governors Association. Von 2003 bis 2007 war er Secretary of Appointments (Sekretär für Personalauswahl) unter Gouverneur Bob Ehrlich.
1981 und 1992 kandidierte er erfolglos für Marylands 5. Wahlbezirk. 1992 stellte den engsten Sieg des Amtsinhabers Steny Hoyer dar. 2011 gründete Hogan die Change Maryland Organization, die seinen Vorgänger kritisierte und die Plattform für seine Gouverneurs-Kampagne 2014 bildete.
Als Gouverneur hat Hogan sehr hohe Zustimmungswerte von über 70 Prozent, die partei-, geschlechts- und ethnienübergreifend sind. Er war in seiner Amtszeit konstant der zweitbeliebteste Gouverneur in Umfragen.

## Kindheit, Jugend, Bildung und Karriere in der Wirtschaft
Hogan wurde 1956 in Washington, D.C. geboren und wuchs in Landover (Maryland) auf. Er ist der Sohn von Nora (Maguire) und Lawrence Hogan Sr., der von 1969 bis 1975 Kongressabgeordneter für Marylands 5. Wahlbezirk war. Sein Vater, Hogan Sr., erlangte Bekanntheit als erster republikanischer Kongressabgeordneter, der die Amtsenthebung von Richard Nixon forderte. Seine Eltern haben beide irische Wurzeln. Hogan besuchte die Saint Ambrose Catholic School und die DeMatha Catholic High School. Nach der Trennung seiner Eltern im Jahr 1972 zog er mit seiner Mutter nach Florida und schloss seine Schullaufbahn an der Father Lopez Catholic High School ab.
Er studierte von 1974 bis 1978 Politikwissenschaft an der Florida State University in Tallahassee und schloss das Studium mit einem Bachelor of Arts ab. Als Student arbeitete Hogan für das Parlament von Florida und begann nach seinem Abschluss im Kapitol zu arbeiten. 1978 unterstützte Hogan den Wahlkampf seines Vaters für die Position des Prince George County Executive. Später arbeitete er für seinen Vater als gering bezahlter intergovernmental liaison. In dieser Stellung war er verantwortlich für die Pflege der Beziehungen zu anderen Politikern.
1985 gründete er sein eigenes Unternehmen Hogan Companies. Hogan Companies ist ein Makler-, Beratungs-, Investment- und Bauentwicklungsunternehmen. Er war 18 Jahre primär in der Wirtschaft tätig.

## Politische Karriere von 1981–2014
Als Sohn eines Kongressabgeordneten war Hogan von Kindheit an mit Politik in Berührung und sammelte viele politische Erfahrungen insbesondere bezogen auf Wahlkämpfe und Volksentscheide.

### Kongress-Wahlkampf 1981
Als 24-Jähriger kandidierte Hogan 1981 für den freigewordenen Abgeordnetensitz von Gladys Noon Spellmann für Marylands fünftem Wahlbezirk. Spellmann war auf Hogans Vater als Kongressabgeordnete gefolgt. In der republikanischen Vorwahl belegte er mit 22,38 % der Stimmen Platz 2 unter 12 Bewerbern und lag deutlich hinter dem Bürgermeister von Howie, Audrey Scott, der 63,3 % aller Stimmen erhielt.

### Kongress-Wahlkampf 1992
1992 trat Hogan als republikanischer Kandidat für den Kongresssitz von Marylands fünftem Wahlbezirk gegen den demokratischen Amtsinhaber Steny Hoyer an. Als Amtsinhaber hatte Hoyer einen großen finanziellen Vorteil und gab 6 $ für jeden von Hoyer ausgegebenen 1 $ aus. Trotz dieses Vorteils war es der engste Wahlgewinn in Hoyers Amtszeit. Obwohl 1992 ein starkes Jahr für die Demokraten bei der Präsidentschaftswahl und der Senatswahl in Maryland war, gewann Hogan vier von den fünf Bezirken und erhielt 43 % der Stimmen. Hoyer erhielt 53 % der Stimmen. Der unabhängige Kandidat William Johnston erhielt 3 % der Stimmen. Kein anderer Kandidat erzielte jemals ein besseres Wahlergebnis gegen Hoyer.

### Secretary of Appointment, 2003–2007
Hogan ließ seine Tätigkeit in seinem Unternehmen für vier Jahre ruhen, um als Maryland's Secretary of Appointment (Minister für die Personalauswahl) unter der Bob Ehrlich-Administration von 2003 bis 2007 zu dienen. In seiner Tätigkeit stellte er über 7000 Personen für die Regierung von Maryland ein.

### Change Maryland
In 2011 gründete Hoyers die unparteiische Graswurzelbewegung Change Maryland. Die Organisation kritisierte die Steuererhöhungen in Maryland unter Gouverneur Martin O’Malley und diente als Plattform für Hogans Wahlkampf für den Gouverneurssitz.

## Gouverneurswahlen

### Gouverneurswahlen 2014

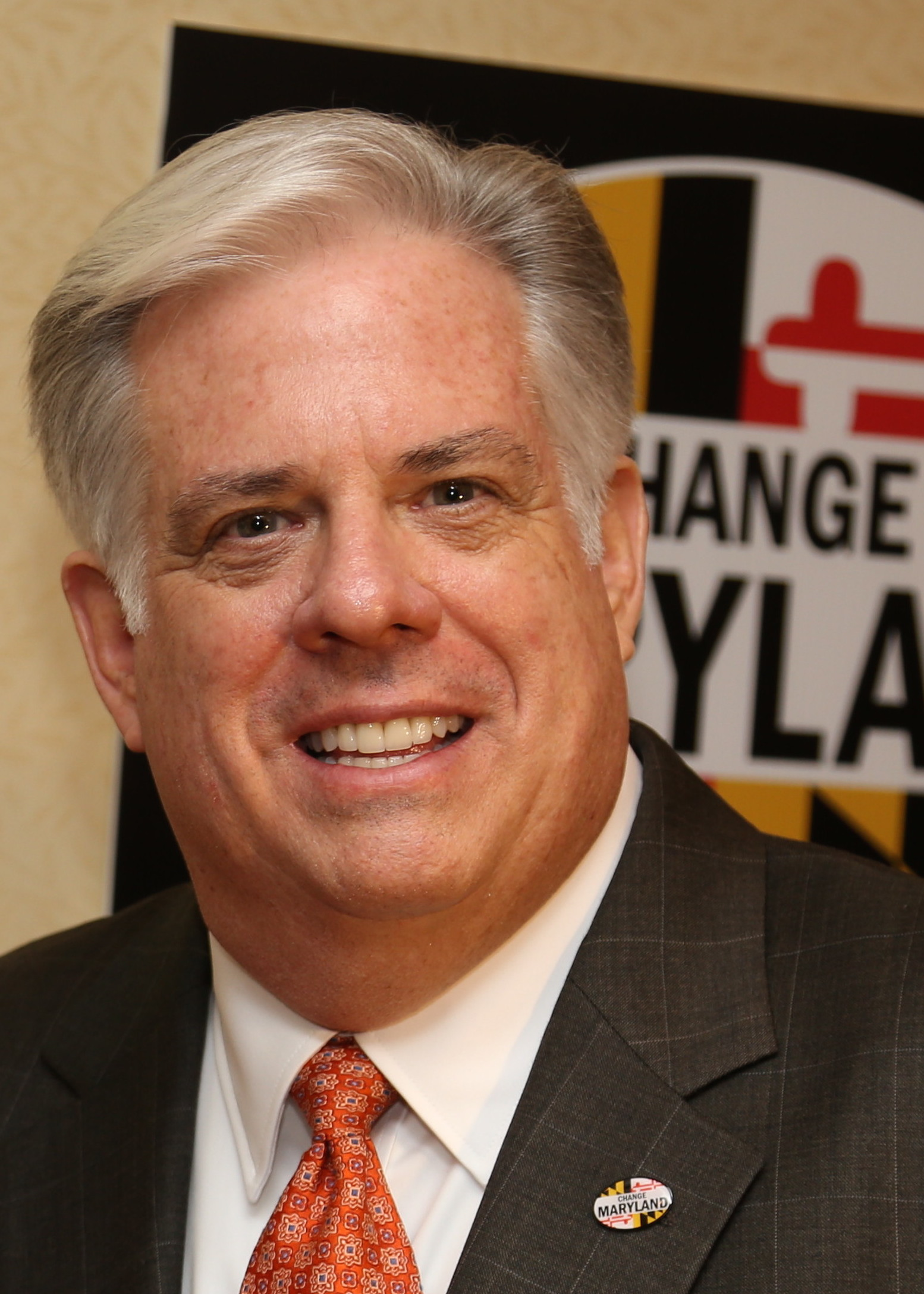
Larry Hogan (2013)

Hogan gab seine Kandidatur für den Gouverneurssitz von Maryland am 21. Januar 2014 bekannt. Am 29. Januar 2014 ernannte er Marylands Minister für generelle Dienstleistungen, Boyd Rutherford, als Vizekandidaten. Hogan und Rutherford gewannen die republikanische Nominierung mit 44 % der Stimmen.
Bei den Gouverneurswahlen 2014 konnte sich Hogan gegen den demokratischen Kandidaten Anthony G. Brown mit 51 gegen 47 Prozent der Stimmen durchsetzen. Sein Sieg war national von hohem medialen Interesse begleitet, da er in den meisten Umfragen vor der Wahl hinter seinem Kontrahenten lag. Am 21. Januar 2015 wurde er als Nachfolger von Martin O’Malley als neuer Gouverneur von Maryland vereidigt.

### Gouverneurswahlen 2018
Hogan trat für eine zweite Amtszeit an und wurde mit 55 % der Stimmen wiedergewählt. Durch die Beschränkung der Regierungszeit als Gouverneur auf zwei Amtsperioden konnte er kein drittes Mal kandidieren.

## Politische Standpunkte
Hogan gilt in der Republikanischen Partei als Vertreter des gemäßigten Flügels und als Pragmatiker. In Bezug auf die Klimapolitik sprach sich Hogan wiederholt entgegen der politischen Linie seines Parteikollegen und Präsidenten Donald Trump für die weitere Unterstützung des Pariser Klimaabkommens aus und sorgte dafür, dass sein Bundesstaat der United States Climate Alliance beitrat.

## Privates
Larry Hogan ist verheiratet und hat drei Kinder. Er wohnt mit seiner Familie in Edgewater, Maryland.